# Све му је то она замесила
Све му је то она замесила (енгл. She Done Him Wrong) је амерички криминалистичко-хумористички филм из 1933. године, редитеља Лоуела Шермана, у коме главне улоге тумаче Меј Вест и Кери Грант. Филм укључује елементе мелодраме и мјузикла, док споредне улоге тумаче Овен Мур, Гилберт Роланд, Ноа Бири Старији, Рошел Хадсон и Луиз Биверс. Адаптиран је према успешној бродвејској представи Дијамант Лил коју је осмислила Меј Вест. Филм је познат по многим двосмисленостима и шалама Меј Вест, укључујући њену најпознатију реплику „Зашто понекад не дођеш да ме видиш?”. Постигао је успех на биоскопским благајнама и био је номинован за Оскара у категорији за најбољи филм.

## Радња
Радња се одвија у Њујорку 1890-их. Развратна певачица, Лејди Лу, ради у барском салону свог шефа и добротвора Гаса Џордана, који јој је поклонио много дијаманата. Међутим, Лу је дама са више мушких пријатеља него што ико може да замисли.
Оно што она не зна је да Гас тргује проституцијом и да води ланац фалсификовања како би могао да јој поклања дијаманте. Он такође шаље младе жене у Сан Франциско где ће радити као џепароши. Гас послује са још два забављача-асистента, Рускињом Ритом и Ритиним љубавником, углађеним Сергејем Стањевом. Један од Гасових ривала и некадашњи Луин „пријатељ”, Ден Флин, проводи већину филма дајући Лу наговештаје да Гас нешто намерава, обећавајући да ће се бринути о њој ако Гас заврши у затвору. Лу га навлачи, понекад наговештавајући да ће му се вратити, али он на крају губи стрпљење и имплицира да ће је ухапсити ако му се не покори.
Хришћанско удружење се налази поред бара. Његов млади директор, капетан Камингс, заправо је тајни федерални агент који ради на инфилтрирању и разоткривању илегалних активности у бару. Гас ништа не сумња; брине само да ће Камингс реформисати његов бар и уплашити му муштерије.
Луин бивши дечко, Чик Кларк, је опаки криминалац који је осуђен за пљачку и послат у затвор јер је покушао да украде дијаманте за њу. У његовом одсуству, привлачи је згодни млади Камингс.
Упозорена да Чик мисли да га је издала, она одлази у затвор да покуша да га разувери. Сви затвореници је срдачно и фамилијарно поздрављају док хода крај ћелија. Чик се наљути и прети да ће је убити ако га пређе пре него што изађе. Она лаже и тврди да му је била верна. Гас даје фалсификовани новац Рити и Сергеју. Чик бежи из затвора, а полиција га тражи у бару. Он долази у Луину собу и почиње да је дави, прекидајући само зато што је још увек воли и не може да се натера да јој науди. Лу га смирује обећавајући да ће отићи са њим када заврши своју следећу нумеру.
Након што је Сергеј дао Лу дијамантску прибадачу која припада Рити, Рита почиње да се свађа са Лу, која је случајно убије иглом. Лу мирно чешља дугу Ритину косу да сакрије доказ док полиција претражује собу у потрази за Чиком. Она потом говори свом телохранитељу Спајдеру да се реши Ритиног леша. Затим му каже да доведе Чика, који се крије у уличици, назад у њене просторије. Након тога, док пева на сцени, она тихо даје знак Дену да оде у њену собу да је сачека, иако зна да је Чик унутра са пиштољем. Чик убија Дена, а пуцњава изазива полицијску рацију. Камингс показује своју значку и открива се као „Јастреб”, познати федерални агент, док хапси Гаса и Сергеја. Чик, који још увек вреба у Луиној соби, спрема се да убије Лу јер га је прешла, али га Камингс приводи.
Камингс затим одводи Лу у кочији уместо у полицијском возилу у које су укрцани остали криминалци. Он јој говори да јој није место у затвору и скида сво њено прстење и ставља јој дијамантски веренички прстен.

## Улоге
| Глумац           | Улога           |
| ---------------- | --------------- |
| Меј Вест         | Лејди Лу        |
| Кери Грант       | капетан Камингс |
| Овен Мур         | Чик Кларк       |
| Гилберт Роланд   | Сергеј Стањев   |
| Ноа Бири Старији | Гас Џордан      |
| Дејвид Ландау    | Ден Флин        |
| Рафаела Отијано  | Рускиња Рита    |
| Дјуи Робинсон    | Спајдер Кејн    |
| Рошел Хадсон     | Сали            |
| Тамени Јанг      | Чак Конорс      |
| Фази Најт        | Регтајм Кели    |
| Грејс ла Ру      | Френсис Кели    |
| Роберт Хоманс    | Дохини          |
| Луиз Биверс      | Перл            |

## Продукција
Филм је режирао Лоуел Шерман, а продуцирао Вилијам Лебарон. Сценарио су адаптирали Харви Ф. Тју и Џон Брајт. Оригиналну музику компоновали су Ралф Рејнџер, Џон Лајполд и Стефан Пастернаки. Чарлс Ланг је био задужен за фотографију, док је костиме дизајнирала Едит Хед.
Меј Вест је тврдила да је прва открила Керија Гранта када му је дала улогу у овом филму, иако се он пре тога појавио у филмовима Плава Венера (са Марлен Дитрих) и Мадам Лептир (са Силвијом Сидни). Вестова је говорила да је до овог филма Грант радио само „неке тестове са старлетама”.
Хејзов кодекс забранио је да се представа Дијамант Лил адаптира за филмско платно и више пута је захтевао измене како би се уклониле асоцијације или елементи из представе, укључујући предложени наслов са речју „дијамант”. Адаптација је коначно дозвољена под условом да се представа не помиње у рекламама за филм.
Луиз Биверс је била једина афроамеричка глумица коју је Вестова лично довела у филм. Желела је да се насупрот њој појави црнкиња; када је радила на сцени и на филмском платну, Вестова је ставила до знања да ће глумити са црним америчким глумцима и глумицама, помажући да се разбије расна дискриминација у кинематографији. Њене представе довеле су до њеног хапшења због дрског материјала, а њено довођење црначких глумаца на сцену било је изузетно контроверзно. Са овим филмом, она и шефови Paramount-а су били приведени. Црначке звезде су се појавиле у неколико њених филмова после овог.

## Пријем
Филм је остварио успех на биоскопским благајнама, зарадивши 2.000.000 долара у САД са буџетом од 200.000 долара. Часопис Variety објавио је негативну рецензију филма, у којој се наводило да је „студио покушао да убрза пут Меј Вест до славе дајући јој сопствени филм и највећу зараду”, као и да филм „није био баш добар без познатих глумаца и забавне приче, упркос присуству изузетно познатих глумаца Ноа Бирија Старијег и Овена Мура, а да не помињемо надобудног Керија Гранта”.
Филм је био номинован за Оскара за најбољи филм. Са дужином од 66 минута, ово је најкраћи филм који је икада добио ту част.
Године 1996, Конгресна библиотека је одабрала филм за чување у Националном регистру филмова због „културног, историјског или естетског значаја”.
Амерички филмски институт сместио је филм на следеће листе:
- 1998: 100 година АФИ-ја... 100 филмова – номинован[8]
- 2000: 100 година АФИ-ја... 100 комедија – 75. место[9]
- 2004: 100 година АФИ-ја... 100 песама:
  - „” – номинована[10]
- 2005: 100 година АФИ-ја... 100 филмских цитата:
  - Лејди Лу: „Зашто понекад не дођеш да ме видиш?” – 26. место[11]
- 2007: 100 година АФИ-ја... 100 филмова (10. годишњица) – номинован[12]